# Ask a Librarian
Ask a Librarian は、アメリカ合衆国フロリダ州の住民を対象に、オンラインでレファレンスの支援を行なうデジタルレファレンスサービスである。フロリダ電子図書館 (Florida Electronic Library) の公式サービスで、タンパ湾図書館コンソーシアム (Tampa Bay Library Consortium; TBLC) が行なっている。参加館は、自館のウェブサイトに掲載しているハイパーリンクやブログパーツから利用できるライブチャットソフト・SMS・問い合わせフォームを通し、インターネット上で、利用者にレファレンスサービスを提供する。問い合わせフォームによる連絡は24時間365日受け付けており、図書館員が返信している。
2016年3月時点で、参加館は公共図書館、学校図書館 (K-12 library)、大学図書館を合わせて133館にも上っている。

## 沿革
Ask a Librarian は、インターネットにおける図書館の存在感を高める、州全域でのデジタルレファレンスサービスの創設を目的とした College Center for Library Automation (CCLA)・TBLC間の協力から始まった2002年、図書館サービス・技術法 (LTA) による共同助成金の申し込みを行い、パイロットプロジェクトの開発と実施のための33万9000ドルを受け取った。
Ask a Librarian によるインターネット上でのレファレンスサービスは2003年7月28日、公式に始まった。最初に参加館となったのはタンパ湾地域の図書館で、その後、パスコ郡の図書館が参加した。サービス開始から1年間で7500人のフロリダ州の住民がレファレンス担当の図書館員から答えを得るためにサービスを利用した。
Ask a Librarian は、スマートフォンやその他の小型機器におけるレファレンスの需要の一部を掘り起こすことに成功している。2010年10月、Ask a Librarian は既存のチャットサービスに加え、SMSによるサービスも開始した。2012年、ウェブサイトはタブレット端末やスマートフォンに最適化されたインターフェースにリニューアルされた。2013年4月には、スマートフォンやタブレット端末でのチャットをより良いものにするために、モバイル機器との親和性の高いアプロケーションを公開した。